# 大詔を拝し奉りて
「大詔を拝し奉りて」（たいしょうをはいしたてまつりて）とは、1941年（昭和16年）12月8日、太平洋戦争開戦に際し、昭和天皇の名により「対米英宣戦の詔勅（米國及英國ニ對スル宣戰ノ詔書）」が渙発されたことを受けて同日午後7時過ぎ、内閣総理大臣・東條英機がラジオ放送を通じて日本国民に向けて実施した戦争決意表明演説である。日本ニュース第79号に映像が残っている。